# 1267
سنة 1267 كانت سنة بسيطة تبدأ يوم السبت (الرابط يظهر نموذج التقويم الكامل للسنة) من التقويم اليولياني.

## أحداث
- تأسيس مدينة أوسترافا وتقع حاليا في التشيك.
- نهاية حرب البارونات الثانية في 1267 والتي بدأت في 1264.

في هذه السنة أي 1267م، تم بصلاة الجمعة لأول مرة بجامع الأزهر، وذلك في عهد خلافة الظاهر بيبرس.

## مواليد

### تاريخ غير معروف
الأشرف صلاح الدين خليل، ثامن سلاطين الدولة المملوكية البحرية.

## وفيات
- بياتريس من بروفانس
- عائشة المنوبية السيدة عائشة المنوبية